# Zabawna historia wydarzyła się w drodze na forum
Zabawna historia wydarzyła się w drodze na forum (ang. A Funny Thing Happened on the Way to the Forum) – amerykańsko-brytyjska komedia muzyczna z 1966 roku w reżyserii Richarda Lestera, powstała na podstawie musicalu pod tym samym tytułem.
Zdjęcia do filmu kręcono w Madrycie i w Segowii. Światowa premiera miała miejsce 16 października 1966 roku w Stanach Zjednoczonych, natomiast w Wielkiej Brytanii - 14 grudnia 1966 roku.

## Obsada
- Zero Mostel jako Pseudolus
- Phil Silvers jako Marcus Lycus
- Michael Crawford jako Hero
- Jack Gilford jako Hysterium
- Annette Andre jako Philia
- Buster Keaton jako Erronius
- Michael Hordern jako Senex
- Leon Greene jako kapitan Miles Gloriosus
- Patricia Jessel jako Domina
- Inga Neilsen jako Gymnasia
- Peter Butterworth jako Roman Sentry
- Beatrix Lehmann jako matka Dominy
- Jon Pertwee jako Crassus

i inni

## Piosenki
Akt I
- Comedy Tonight
- Love, I Hear
- Free
- The House of Marcus Lycus
- Lovely
- Pretty Little Picture
- Everybody Ought to Have a Maid
- I'm Calm
- Impossible
- Bring Me My Bride

Akt II
- That Dirty Old Man
- That'll Show Him
- Lovely
- Funeral Sequence
- Finale[2]